# San Francisco Solano (Buenos Aires)
San Francisco Solano is een plaats in het Argentijnse bestuurlijke gebied Quilmes / Almirante Brown in de provincie Buenos Aires. De plaats telt 81.707 inwoners.